# Jean-Victor Colchen
Pour les articles homonymes, voir Colchen.
Jean-Victor, comte Colchen (1751-1830) est un administrateur et homme politique français. Il est le frère ainé de Claude Nicolas François Colchen, député au Corps législatif de 1808 à 1815.

## Biographie

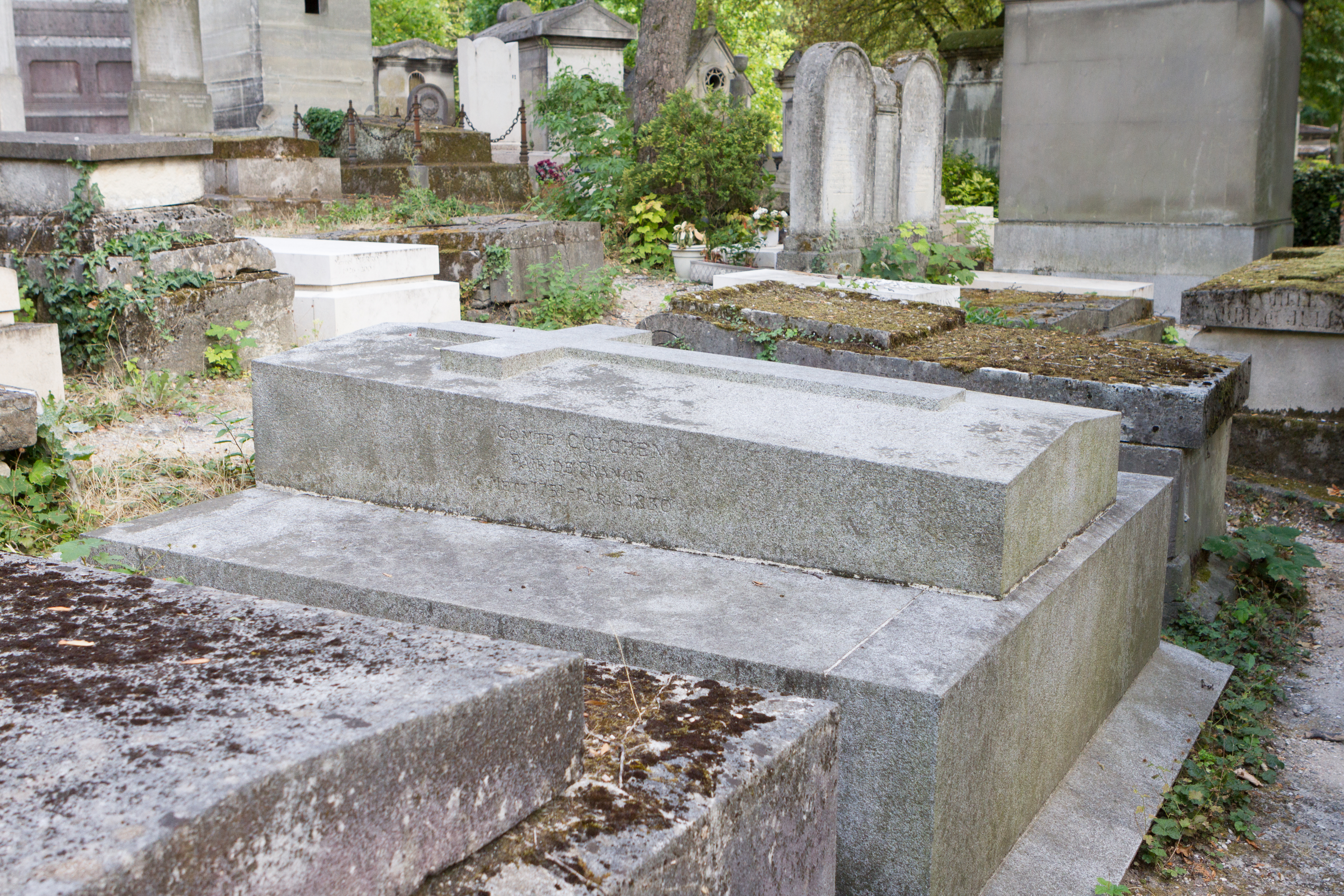
Tombe au cimetière du Père-Lachaise.

Jean-Victor Colchen naît le 6 novembre 1751 à Metz dans les Trois-Évêchés. Il commence une carrière administrative, comme notaire, puis comme subdélégué des intendances de Pau et Auch à partir de 1786.
Au moment de la Révolution française, Colchen est chef de division au ministère des Affaires étrangères.
Sous la Convention nationale, il est premier secrétaire, puis commissaire des Relations extérieures (ministre des Affaires étrangères) du 19 février 1795 au 3 novembre 1795.
Jean-Victor Colchen est nommé comme préfet de la Moselle en l'an VIII. Il sera le premier à ce poste. Colchen fonde notamment le lycée impérial de Metz en 1803 (actuel lycée Fabert).
En l'an IX, le préfet Colchen fait partie de la commission chargée de négocier la paix d'Amiens, qui sera signée le 4 germinal an X (25 mars 1802).
Il est nommé par décret impérial au Sénat conservateur le 12 pluviôse an XIII (1er février 1805) avec entre autres son collègue préfet de la Dyle Louis-Gustave Doulcet de Pontécoulant. Il est fait dans la foulée, le 25 prairial an XIII (14 juin 1805), membre de la Légion d'honneur.
Membre du conseil du sceau des titres le 12 mars 1808, il sera fait comte de l'Empire le 26 avril 1808. Le 20 décembre 1813, il devient commissaire extraordinaire de la division militaire de Nancy.
En avril 1814, Jean-Victor Colchen adhère à l'acte de déchéance de Napoléon et est donc nommé pair de France par Louis XVIII. Lors des Cent-Jours, Napoléon le choisit comme pair des Cents-Jours le 2 juin 1815. L'ordonnance royale du 24 juillet 1815 lors de la Seconde restauration l'exclut donc de la Chambre des pairs. Il y sera finalement réintégré le 5 mars 1819, avec un titre de baron, et y siègera jusqu'à sa mort, parmi les libéraux.
Jean-Victor Colchen meurt à Paris le 21 juillet 1830. Il est inhumé au cimetière du Père-Lachaise (11e division).
Il est apparenté à la bienheureuse Caroline Colchen Carré de Malberg.

## Titres
- Comte Colchen et de l'Empire (lettres patentes du 26 avril 1808, Bayonne[2]) ;
- Pair de France[3] :
  - Pair « à vie » par l'ordonnance du 4 juin 1814 ;
  - 2 juin 1815 (Cent-Jours) ;
  - Révoqué par l'ordonnance du 24 juillet 1815) ;
  - Baron-pair héréditaire (21 novembre 1819, lettres patentes en 1820) ;

## Distinctions
- Légion d'honneur[4] : 
  - Légionnaire (25 prairial an XII : 14 juin 1804), puis,
  - Officier de la Légion d'honneur (30 juin 1811).

## Littérature
Le Préfet Colchen apparait dans le livre 1803, la nuit de la sage-femme d'Anne Villemin Sicherman.

## Armoiries
| Figure | Blasonnement |
|        | Armes du comte Colchen et de l'Empire Franc-quartier de comte sénateur ; champ d'azur fascé de trois pièces d'or ; bordure componnée d'argent et de sable. - Livrées : bleu, jaune, noir. |
|        | Armes du comte Colchen, Baron-pair héréditaire Fascé d'azur et d'or, à la bordure componnée d'argent et de sable.,                                                                        |

## Sources
- Les papiers personnels de Jean-Victor Colchen et de sa famille sont conservés aux Archives nationales sous la cote 471AP[6].